# Фашиналзинью
Фашиналзинью (порт. Faxinalzinho)  —  муниципалитет в Бразилии, входит в штат Риу-Гранди-ду-Сул. Составная часть мезорегиона Северо-запад штата Риу-Гранди-ду-Сул. Входит в экономико-статистический  микрорегион Эрешин. Население составляет 2803 человека на 2006 год. Занимает площадь 143,381 км². Плотность населения — 19,5 чел./км².

## История
Город основан 5 декабря 1988 года. 

## Статистика
- Валовой внутренний продукт на 2003 составляет 28.611.655,00 реалов (данные: Бразильский институт географии и статистики).
- Валовой внутренний продукт на душу населения на 2003 составляет 10.011,08 реалов (данные: Бразильский институт географии и статистики).
- Индекс развития человеческого потенциала на 2000 составляет 0,744 (данные: Программа развития ООН).